# Shaqilath

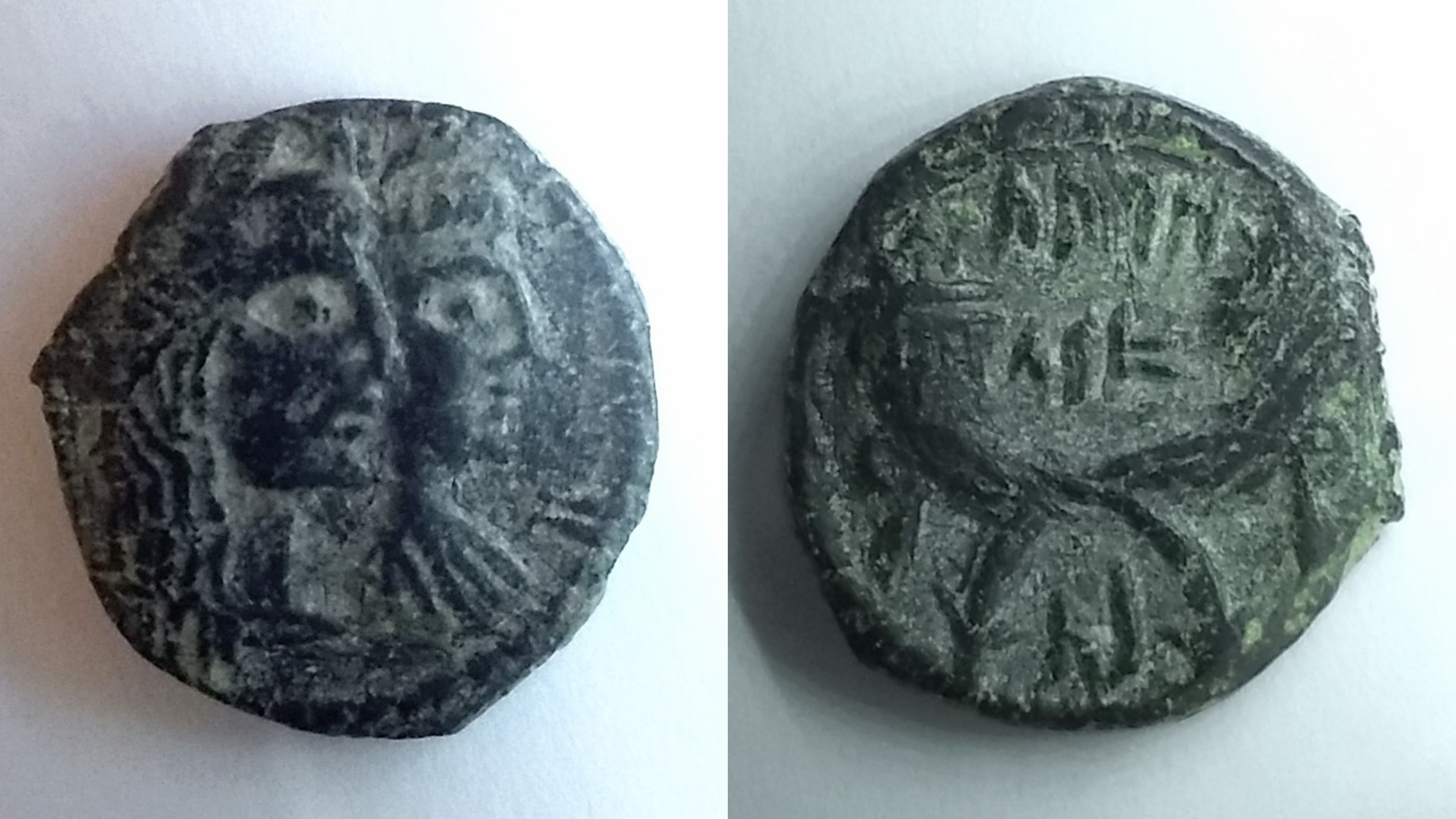
Reino nabateo, Aretas IV (9 a. C. - 40 d. C.) y Shaqilat; 18 d. C.
Anverso: bustos de perfil de la pareja real, Aretas IV y Shaqilat; reverso: cornucopias cruzadas; nombre de Aretas IV y Shaqilath en alfabeto nabateo.
Grading VF

Shaqilath (también deletreado Shaqilat, Shaqeela, Shaqeelah, Šagīlat) fue una reina de los nabateos.
Fue la segunda esposa y cogobernante del rey Aretas IV de los nabateos.
Se casó con Aretas IV en 15 d. C., y tuvieron cuatro hijos: Hagru o Hajir, Malik, Jameelah y Shaqilath II. 
Su función como reina gobernante y su proximidad al rey está enfatizado por su título "la Hermana del Rey".
Durante el reinado de Aretas IV y Shaqilat, el comercio se expandió hasta áreas distantes del mundo antiguo y la industria, comercio y civilización nabateas florecieron.
Se han recuperado monedas de plata y cobre donde aparece junto a su marido, y su naturalismo ofrece un ejemplo de las vestimentas y cultura nabateas.